# 雷斯多夫
雷斯多夫（德語：Reesdorf）是德国石勒苏益格－荷尔斯泰因州的一个市镇。总面积3.07平方公里，总人口152人，其中男性76人，女性76人（2011年12月31日），人口密度50人/平方公里。